# Semedraž
Semedraž (cyr. Семедраж) – wieś w Serbii, w okręgu morawickim, w gminie Gornji Milanovac. W 2011 roku liczyła 243 mieszkańców.